# Some Girls (Dance with Women)
«Some Girls (Dance with Women)» es el segundo sencillo de JC Chasez. Fue lanzado en el 2004, fue el segundo sencillo de su álbum Schizophrenic.

## Vídeo musical
Situado en un club de moda en la ciudad iluminada por la luna, JC explica por qué algunas chicas les gusta bailar con las mujeres, a fin de obtener algo de atención. Para el video, Chasez trabajó con el director Martin Weisz, conocido por ser el director del video de Korn "Make Me Bad". 
"Todo se hizo de buen gusto", dijo Chasez.

## Listado
UK CD 1 ("Some Girls"/"Blowin' Me Up" Part 1) (with a blue cover)
- «Some Girls» (Dance with Women) [Radio Edit] – 3:56
- «Blowin' Me Up (with Her Love)» [Radio Edit] – 4:21

UK CD 2 ("Some Girls"/"Blowin' Me Up" Part 2)
- «Some Girls» (Dance with Women) [Radio Edit] – 3:34
- «Some Girls» (Dance with Women) [Mike Rizzo Club Mix] – 8:19
- «Some Girls» (Dance with Women) [Orange Factory Extended Radio Mix] – 4:58
- «Some Girls» (Dance with Women)" [Thick Dub] – 8:07

UK 12" single
- «Some Girls» (Dance with Women) (feat. Dirt McGirt) [Radio Edit] – 3:54
- «Some Girls» (Dance with Women) [Mike Rizzo Club Mix] – 8:19
- «Some Girls» (Dance with Women) [Orange Factory Extended Radio Mix] – 4:58
- «Some Girls» (Dance with Women) [Thick Dub] – 8:07